# Fall Out Boy
Fall Out Boy là một ban nhạc rock đến từ Wilmette, tiểu bang Illinois, Mỹ, được thành lập vào tháng 9 năm 2001. Nhóm nhạc hiện tại gồm 4 thành viên chính là Patrick Stump (hát chính, chơi guitar và sáng tác nhạc), Pete Wentz (guitar bass, sáng tác nhạc), Joe Trohman (chơi guitar và hát đệm) và Andy Hurley (chơi trống). Nhóm chủ yếu chơi thể loại pop punk, emo, alternative-rock,. Từ năm 2003-2013, ban nhạc đã phát hành sáu album phòng thu và 2 album trực tiếp, 1 album collection. Fall Out Boy được xếp hạng thứ 91 trong số những nghệ sĩ xuất sắc nhất (từ năm 2000 đến 2010) do Billboard bầu chọn.
Album From Under the Cork Tree (2005) đã được chứng nhận album bạch kim sau khi bán được hơn 2, 5 triệu bảng và giành một số giải thưởng âm nhạc. Đĩa đơn "Sugar, We're Goin Down" đứng thứ 8 trên bảng xếp hạng Billboard Hot 100 và bán được 2 triệu bản ở Mỹ. Năm 2007, nhóm nhạc cho phát hành album tiếp theo Infinity on High, đứng thứ nhất trên bảng xếp hạng Billboard 200 và bán được 2, 6 triệu bảng trong tuần đầu tiên. Đĩa đơn "This Ain't a Scene, It's an Arms Race" đứng thứ nhất trên bảng xếp hạng Billboard Pop 100 và thứ 2 trên bảng xếp hạng Billboard Hot 100.

## Save Rock and Roll (2013)
Năm 2013, Fall Out Boy ra mắt album phòng thu thứ 5 "Save Rock and Roll" đánh dấu sự trở lại của họ kể từ năm 2009 thành công lớn. Đây là album gồm 11 đĩa đơn lớn nhỏ, tiêu biểu nhất là My Songs Know What You Did In The Dark (Light Em Up) đứng hạng nhất trên bảng xếp hạng Rock, và đứng thứ 2 trên các bảng xếp hạng Pop trên thế giới. Ngoài ra còn có bài The Phoenix đã giành chiến thắng ở cuộc đề cử danh hiệu bài hát thể loại Rock xuất sắc nhất (mặc dù cả Light Em Up cũng có trong đề cử). Và bài hát cuối cùng trong 11 đĩa đơn hoành tráng đó là Save Rock and Roll, cũng chính là tên của album này, có sự góp giọng của ca sĩ huyền thoại Elton John. Album này là bộ phim serie với tên gọi The Young Blood Chronicles với 11 music video.

## American Beauty/American Psycho (2015)
Fall Out Boy đánh dấu sự trở lại từ sau Save Rock and Roll bằng MV mới mang tên "Centuries" vào tháng 10/2014.Đĩa đơn nhanh chóng lọt vào top 10 Billboard Top 100 và chứng nhận bạch kim bởi RIAA với hơn 1 triệu bản tiêu thụ.
Bên cạnh,họ còn sáng tác và hát ca khúc "Immortals" cho bộ phim hoạt hình nóng nhất 2014 Big Hero 6 của hãng Walt Disney và nhanh chóng được khán giả trên thế giới biết đến,ca khúc ngay tuần đầu ra mắt đã đạt hạng 9 ở Billboard Hot Rock Top 100 tại Mỹ.Bài hát đồng thời là single áp chót trong album AB/AP.
Fall Out Boy lần lượt tung ra các single như American Beauty/American Psycho (đồng thời là tên của album) và sau đó là Irresistible,Uma Thurman vào tháng 1 và tháng 4/2015.
"American Beauty/American Psycho" (gọi tắt là AB/AP: Mỹ đẹp/Mỹ điên) chính là album phòng thu thứ sáu của nhóm cho ra mắt vào ngày 16/01/2015 bởi hãng ghi âm Island (Trực thuộc Universal Music Group).Album ngay tuần đầu ra mắt đã đoạt ngôi quán quân Billboard Top 200 và nhiều BXH khác trên toàn thế giới với hơn 218.000 bảng trong tuần đầu.

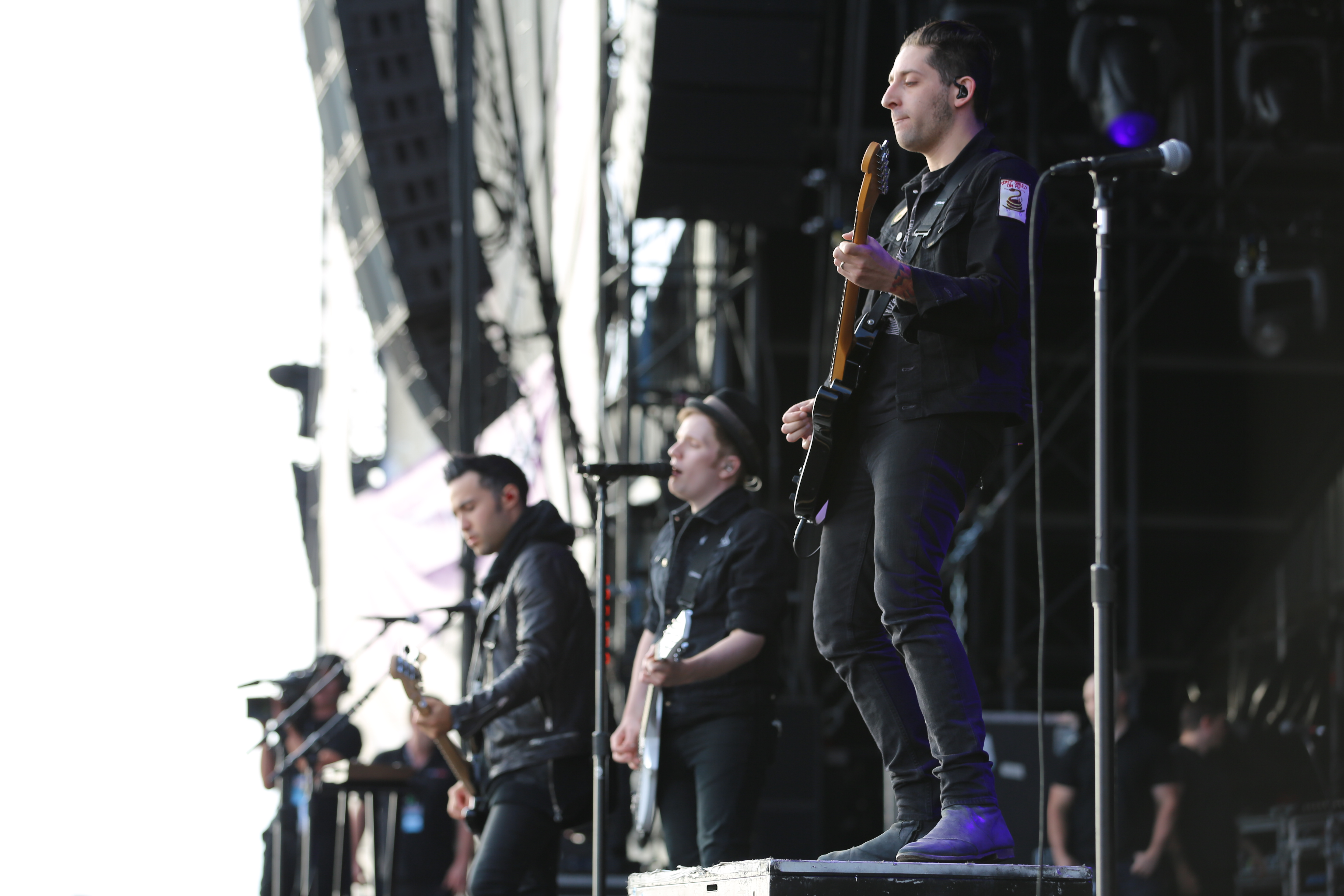

## Thành lập
Năm 2001, Patrick Stump và Pete Wentz gặp nhau và thành lập nhóm punk rock mang tên Fall Out Boy (khi đó Pete Wentz đang là hát chính cho nhóm metalcore Arma Angelus).Họ mời Joe Trohman về chơi guitar và Andy Hurley chơi trống cho nhóm.
Pete Wentz,Joe Trohman và cả Patrick Stump đều từng là thành viên trong nhóm Arma Angelus và họ quyết định mở buổi live cuối cùng của nhóm vào năm 2003,đồng thời mở buổi live đầu tiên cho nhóm rock Fall Out Boy với 4 thành viên ấn định là: Patrick Stump hát chính,Pete Wentz chơi bass,Joe Trohman chơi guitar và Andy Hurley chơi trống.
Từ giai đoạn 2001-2003,Fall Out Boy có những thành viên phụ ẩn danh chủ yếu chơi cho nhóm ở các live show như Ben Rose,Mike...

## Thành viên
| Thành viên hiện tại - Patrick Stump – hát chính, bàn phím, ghi-ta (2001–nay), - Pete Wentz – bass, hát đệm (2001–nay) - Joe Trohman – ghi-ta, hát đệm (2001–nay) - Andy Hurley – trống, percussion, hát đệm (2003–nay) | Cựu thành viên - Mike Pareskuwicz – trống, percussion (2001– 2003) - T.J. "Racine" Kunasch – ghi-ta, hát đệm (2001– 2003) - Ben Rose – ghita trầm (2001) |

## Các album đã phát hành
Fall Out Boy's Evening Out With Your Girlfriend EP (2003)
Take This To Your Grave (2003)
From Under the Cork Tree (2005)
Infinity On High (2007)
Live In Phoenix Live Album (2008)
Folie À Deux (2008)
Believers Never Die – Greatest Hits Greatest Songs Album (2009)
Save Rock and Roll - The Young Blood Chronicles (2013)
PAX Am Days EP (2013)
American Beauty/American Psycho (2015)
M A N I A (2017)

## 
Beat It - Fall Out Boy ft. John Mayer (cover Michael Jackson)
Get Lucky - Fall Out Boy live in Chcago (cover Daft Punk)
My Songs Know What You Did In The Dark ft. Taylor Swift live at Victoria's Secret(2013)
The Phoenix live at Victoria's Secret (2013)
Rock am Ring (2013)
Global Citizen Earth Day (2015)